# Blood and Bone
Blood and Bone ist ein Action-Film von Ben Ramsey nach dem Drehbuch von Michael Andrews aus dem Jahr 2009. Der Film wurde direkt für den DVD-Markt produziert. Neben Martial-Arts-Schauspieler Michael Jai White in der Hauptrolle spielen zahlreiche Kämpfer aus der MMA-Szene mit, wie Bob Sapp, Kimbo Slice und Gina Carano.

## Inhalt
Im Waschraum eines Gefängnisses wird der Häftling Bone von mehreren anderen Häftlingen um Anführer JC mit selbst gebastelten Stichwaffen angegriffen, verteidigt sich jedoch erfolgreich und überlegen.
Nach seiner Entlassung findet Bone in einem Vorort von L.A. ein Zimmer bei Tamara, die eine kleine Pension betreibt. Am Abend mischt er sich unter die Zuschauer der illegalen Straßenkampf-Szene. Dort lassen Gangs ihre besten Kämpfer gegeneinander antreten, auf die mit hohen Einsätzen gewettet wird. Bone wird Zeuge, wie Hammerman, der Schläger des skrupellosen Bandenchefs James, den Kämpfer von Promoter Pinball bewusstlos schlägt. Bone macht einen Deal mit Pinball, ihn als Kämpfer in die Szene einzubringen und 20 % des gewonnenen Geldes zu kassieren. Nach anfänglichem Zögern willigt Pinball ein. Bone lernt James kennen, der als Handlanger des Mafia-Bosses McVeigh die Schmutzarbeit erledigt, sowie dessen Geliebte Angela. Von Pinball erfährt Bone, dass James dem Mann von Angela einen Dreifachmord angehängt hat, für den dieser verurteilt und ins Gefängnis gesteckt wurde. Als James herausfand, dass Angela schwanger war, zwang er sie zur Abtreibung, machte sie drogenabhängig und zu seiner Gespielin.
Bone besiegt seinen Gegner mit zwei schnellen Kicks. An den folgenden Abenden bringt Pinball ihn an die verschiedenen Austragungsorte für Straßenkämpfe in der Stadt, wo Bone meist überlegen siegt und seinem Manager hohe Summen einspielt. Tagsüber lernt er die Menschen in seiner Pension näher kennen: Tamara, seine alleinerziehende Vermieterin, Roberto, ein älterer Mann, mit dem er Schach spielt, sowie Jared, einen Jungen, den Tamara bei sich aufnahm, als dessen Vater ins Gefängnis musste und dessen Mutter verschwand.
Eines Abends findet der Kampf gegen den bisher unbesiegten Hammerman statt, James’ besten Kämpfer. Obwohl dieser körperlich überlegen scheint, kann Bone ihn aufgrund seiner Schnelligkeit und technischen Überlegenheit besiegen. James zeigt sich beeindruckt und schlägt Bone ein Geschäft vor. Die internationale Straßenkampf-Szene wird durch eine Organisation mächtiger, zahlungskräftiger Männer kontrolliert, genannt das „Konsortium“. Deren Manager Franklin McVeigh, ein Schwarzmarkt-Waffenhändler, organisiert Kämpfe, bei denen es um Millionenbeträge geht. James möchte, dass Bone gegen den besten Kämpfer des Konsortiums antritt, den ungeschlagenen Pretty Boy Price.
Bone entgegnet, dass er sich die Sache überlegen wird. Um ihm die Entscheidung zu erleichtern, schickt James ihn zusammen mit Angela, von der Bone sich offensichtlich angezogen fühlt, aufs Zimmer. Auf dem Zimmer eröffnet Bone Angela, dass er der Zellengenosse von Danny war, Angelas Mann. Eine Rückblende zeigt, dass Bone Danny versprach, sich nach seiner Entlassung um dessen Familie zu kümmern. Kurz danach wird Danny von denselben Schlägern, mit denen Bone im Waschraum zu tun hatte, niedergestochen und tödlich verletzt.
Angela erzählt, dass sie, kurz nachdem ihr Mann ins Gefängnis musste, einen Sohn zur Welt brachte, aber das Sorgerecht verlor und nicht weiß, ob er noch lebt. Bone, dem klar wird, dass es sich bei dem verlorenen Sohn um Jared handeln muss, bittet James, dass Angela ihn für einige Zeit begleiten darf. Statt in seine Pension bringt er sie jedoch in eine Reha-Klinik.
Am nächsten Tag trifft James sich mit McVeigh und bietet ihm 5 Millionen Dollar für einen Kampf von Bone gegen Pretty Boy Price. McVeigh setzt James unter Druck, er dürfe sich nicht blamieren, und droht mit Bestrafung. Abends findet Bone den alten Roberto, der in einer Nebenstraße von James’ Hunden zerfleischt wurde, da er unfreiwillig Zeuge eines Mords durch James geworden war. Bone sagt daraufhin den geplanten Kampf ab, was James in Rage versetzt. Er schickt seine Schläger in die Reha-Klinik. Dort werden sie von Pinball und Bone erwartet, die sie ausschalten und Angela in Sicherheit bringen. Da James telefonisch droht, alle umbringen zu lassen, auch Tamara und den Jungen, folgen sie ihm zur Villa von McVeigh. Dort trifft Bone auf das Konsortium und James. Dieser verrät ihm, dass er Angelas Mann den Mord angehängt und auch dessen Tod im Gefängnis organisiert hat. Bone filmt dies heimlich mit dem Handy, und Pinball, der mithört, schickt die Aufnahme direkt an die Polizei.
Bone weigert sich erneut, gegen Pretty Boy Price zu kämpfen, aber als dieser auftaucht, ist die Auseinandersetzung unvermeidlich. Kurz bevor er Price besiegt, klopft Bone jedoch auf dem Boden ab, zum Zeichen seiner Aufgabe. James, der dadurch seinen gesamten Einsatz verloren hat, zieht sein Katana aus dem Gehstock und greift Bone wütend an. McVeighs Leibwächter wirft Bone ein Jian zu, doch dieser wirft die Klinge weg und verteidigt sich nur mit der Scheide. Mitten im Kampf blockt er einen Angriff von James, wodurch dieser sich durch den Schwung die eigene linke Hand abschneidet. In diesem Moment taucht die Polizei auf, doch Bone kann verschwinden.
Am nächsten Tag kann Angela in Tamaras Pension ihren Sohn wieder in die Arme schließen. Tamara bietet Bone an zu bleiben, dieser lehnt jedoch ab, bietet ihr stattdessen einen Umschlag mit Geld und bittet sie, Angela bei ihr wohnen zu lassen, bis diese wieder „clean“ ist. Am Schluss verabschiedet er sich von Pinball mit den Worten, er habe noch Dinge zu erledigen. Schließlich wird James von JCs Bande im Waschraum des Gefängnisses angegriffen, um ihn „mit Grüßen von McVeigh“ zu vergewaltigen.

## Kritiken
„Neben den wahrlich knackigen Kampfszenen sind es kurioserweise ausgerechnet die Schauspieler, die BLOOD AND BONE zu einem solchen Vergnügen machen: Der mit einem bombigen Charisma gesegnete Michael Jai White gibt erneut mit Verve den durchgängig schlecht gelaunten Antihelden, der sofort zuschlägt, wenn ihm jemand auf die Nüsse geht. So richtig im Saft steht allerdings Eamonn Walker als Bones Gegner James. Die exaltierte, bis zum Durchglühen exzentrische Vorstellung, die Walker hier vom Stapel läßt, sorgt in jeder seiner Szenen für Staunen und Begeisterung.“

„Bei Blood and Bone handelt es sich um einen soliden Prügelfilm mit wenig überraschender Story und einer beeindruckenden Ein-Mann-Armee in Form von Michael Jai White.“

## Hintergrund
Das Budget betrug 4 Mio. US-Dollar. Drehorte waren verschiedene Locations in Los Angeles.

## Deutsche Synchronfassung
Die deutsche Synchronbearbeitung entstand bei der VSI Synchron GmbH in Berlin. Dieter B. Gerlach schrieb das Dialogbuch und führte Dialogregie.
| Darsteller        | Deutscher Sprecher       | Rolle            |
| ----------------- | ------------------------ | ---------------- |
| Michael Jai White | Jan-David Rönfeldt       | Isaiah Bone      |
| Eamonn Walker     | Klaus-Dieter Klebsch     | James            |
| Dante Basco       | Gerrit Schmidt-Foß       | Pinball          |
| Michelle Belegrin | Claudia Urbschat-Mingues | Angela Soto      |
| Julian Sands      | Hans-Jürgen Wolf         | Franklin McVeigh |
| Bob Sapp          | Tilo Schmitz             | Hammerman        |
| Nona Gaye         | Bianca Krahl             | Tamara           |
| Kimbo Slice       | Tim Moeseritz            | J.C.             |
| Kevin Phillips    | Steven Merting           | Danny            |
| Eric von Doymi    | Peter Flechtner          | Darryl           |
| Francis Capra     | Sascha Rotermund         | Tattoo           |
| Ron Yuan          | Santiago Ziesmer         | Teddy 'D'        |
| Ernest Miller     | Uli Krohm                | Mommie Dearest   |